# 829 هـ
829 هـ هي سنة في التقويم الهجري امتدت مقابلةً في التقويم الميلادي بين سنتي 1425 و1426.

## وفيات
- ابن عاصم الغرناطي
- تقي الدين الحصني
- عصمة البخاري